# LAX (musikalbum)
LAX är rapparen The Games tredje studioalbum, utgivet den 22 augusti 2008.

## Låtlista
1. "Intro"
2. "Lax Files"
3. "State Of Emergency"
4. "Bulletproof Diaries"
5. "My Life"
6. "Money"
7. "Cali Sunshine"
8. "Ya Heard"
9. "Hard Liquor"
10. "House Of Pain"
11. "Gentleman's Affair"
12. "Let Us Live"
13. "Touchdown"
14. "Angel"
15. "Never Can Say Goodbye"
16. "Dope Boys"
17. "Game's Pain"
18. "Letter To The King"
19. "Outro"